# Heavy Rain
Heavy Rain este un joc video de acțiune-aventură din 2010 pentru PlayStation 3 și PlayStation 4 care a fost creat de Quantic Dream și publicat de Sony Computer Entertainment.
Jocul este un film noir thriller interactiv, cu mai multe personaje care sunt în căutarea Ucigașului Origami, un criminal în serie, care își îneacă victimele în timpul ploii. Jucătorul interacționează cu jocul prin intermediul controllerului DualShock 3 sau a lui PlayStation Move, fiind nevoit să se sincronizeze cu direcțiile arătate pe ecran, prin mișcarea joystick-ului în timp util, sau prin apăsarea butoanelor la timpul potrivit în cadrul quick time event-urilor. Deciziile jucătorului și acțiunile din timpul jocului pot schimba povestea. Personajele principale pot muri, iar unele alegeri duc la scene și finaluri diferite. 
Heavy Rain a fost bine primit de critici, fiind considerat de mai multe site-uri și publicații Jocul Anului. A fost un succes comercial, vânzându-se în peste trei milioane de exemplare. În prezent se filmează și adaptarea cinematografica a jocului.

## Personajele
Heavy Rain are patru personaje care pot fi controlate de jucător, jocul alegând cu ce personaj se va juca următoarea secvență. Ele au fost modelate după mai mulți actori cu ajutorul tehnicii motion capture; cei trei bărbați sunt modelați după actorii vocali, iar femeia este modelată după un model profesionist. 
Personajele principale ale jocului sunt, în ordinea apariției:
- Ethan Mars: Ethan este un arhitect însurat și are doi copii. Cu doi ani înaintea acțiunii jocului, fiul cel mare, Jason, moare într-un accident de mașină. Suferă de agorafobie și locuiește singur, înstrăinându-se de soția sa Grace Mars și purtându-se distant cu celălalt fiu al său, Shaun. Ethan află că Shaun este următoarea victimă a Ucigașului Origami, care îl obligă să treacă prin cinci probe (durere, suferință, suferință brutală, crimă și sacrificiu). Este interpetat, atât vocal cât și fizic de Pascal Langdale.

- Scott Shelby: Shelby este un fost ofițer de poliție și marină care suferă de astm. Lucrează în prezent ca detectiv particular, investigând cazul Origami Killer. Partenera sa din ultima parte a jocului este Lauren Winter, mama penultimei victime a ucigașului, Johnny Winter. Este interpretat și modelat după Sam Douglas.

- Norman Jayden: Jayden este un criminalist de la FBI trimis de la Washington pentru a ajuta forțele de poliție în investigarea cazului. Jayden este echipat cu ochelari experimentali bazați pe realitate augmentată și o mănuță numită ARI,[11] sau „Added Reality Interface”. Aceasta îi permite să investigheze mai repede locațiile unde au avut loc crimele prin analizarea dovezilor. Este dependent de triptocaină, care îl ajută să contracareze efectele adverse provenite din folosirea mănușii ARI. Partenerul său este Carter Blake, pe care îl displace din cauza opiniilor contradictorii avute în legătură cu  cine ar putea fi Ucigașul Origami. Este interpretat și modelat după Leon Ockenden.

- Madison Paige: Madison este o tânără fotojurnalistă care trăiește singură în oraș. Suferă de insomnie cronică și de coșmaruri, cazându-se deseori la hoteluri pentru că doar acolo poate avea un somn liniștit. Se împrietenește cu Ethan, pansându-i rănile și ajutându-l în cadrul probelor impuse de ucigaș. Două dintre finaluri îi arată împreună. A fost modelată după Jacqui Ainsley, care a participat la captarea mișcărilor corpului, motion capture-ul facial și vocea sunt ale actriței Judi Beecher.

GamesRadar a apreciat rolul negativ jucat de Ucigașul Origami, clasându-l pe locul al 42-lea în Top 100 cei mai buni răufăcători din istoria jocurilor video. În același an, Madison a fost clasată pe locul 41 în top 50 cele mai mari eroine din istoria jocurilor video de revista Complex.

## Povestea
Jocul începe cu Ethan Mars, petrcându-și timpul alături de familie și sărbătorind a zecea aniversare a fiului său, Jason. Acesta se pierde într-un mall, iar Ethan strigă după el încercând să-l găsească. Fiul își vede tatăl și trece strada fără să se asigure. Ethan încearcă să îl salveze din fața mașinii dar nu reușește, intrând în comă timp de șase luni. După ce și-a revenit din comă, Ethan începe să aibă depresii, este amnezic și se simte vinovat de moartea fiului, pentru că l-a pierdut din vedere. Trăiește singur, până când fiul cel mare este trimis să locuiască cu el. Merge în parc cu Shaun, dar din cauza tulburărilor de memorie își pierde și al doilea fiu.
Dispariția lui Shaun s-a dovedit a fi opera criminalului în serie, „Ucigașul Origami”. Acesta răpește băieți în timpul toamnelor ploioase, ale căror corpuri sunt găsite mai târziu într-o zonă izolată, omorându-i prin înecare. Acesta lasă în mâinile lor un origami sub formă de animal, iar pe piept le pune o orhidee. Criminalistul trimis de FBI, Norman Jayden, trimis pentru a ajuta poliția în investigarea cazului, ajunge la concluzia că băiatul este închis într-o încăpere în care acesta va muri înecat dacă nu vor reuși să-l găsească în trei zile.
Ethan se retrage la un motel pentru a evita să ofere informații presei. Primește o scrisoare care îl trimite către un dulap cu cifru, unde găsește un telefon mobil, o armă de foc și cinci figurine origami, toate într-o cutie de pantofi. Instrucțiunile video lăsate pe telefon îl instruiesc în vederea parcurgerii unui set de probe scrise pe fiecare figurină origami. Completarea acestora vor duce la primirea unor bilete cu adresa străzii pentru următoarea probă. Probele impuse sunt: să conducă în viteză pe contrasens pentru 8 kilometri, să se supună la torturi fizice și la electrocutare, tăierea unui deget, uciderea unui om și ingerarea de otrăvuri. Se întâlnește în motel cu Madison Paige, care îl ajută să se recupereze fizic și emoțional după aceste probe. Ea începe propria investigație ca fotojurnalistă, în încercarea de a găsi persoana care îl supunea pe Ethan la aceste torturi.
Jayden, lucrând cu locotenentul Carter Blake, investighează doi suspecți, dar nici unul dintre ei este cel pe care îl caută. Fosta soție a lui Ethan merge la poliție și îi informează pe aceștia despre perioadele de blackout ale lui Ethan, care îi conduce la psihiatrul lui Ethan. Blake este sigur că Ethan este Ucigașul Origami, dar Jayden vrea să demonstreze contrariul urmărind traseul dovezilor. Între timp, detectivul particular Scott Shelby vizitează mai mulți părinți ale victimelor pentru a strânge informații, obținând totodată mai multe obiecte legate de Ucigașul Origami. Unul din părinți, Lauren Winter, insistă să-l ajute. Sunt duși în eroare de tânărul, care pretinde în glumă că el este ucigașul. Tatăl lui încearcă să-l mituiască pe Scott, dar nu reușește. Ethan este prins de Carter, care îl încarcerează, dar Jayden îi dă drumul pe ascuns. 

## Sfârșitul
La mijlocul jocului, jucătorul  jucătorul preia controlul unui copil într-o amintire de acum 34 de ani, în timp ce se joacă alături de fratele său pe un șantier de construcții. Fratele, John Sheppard, cade într-o conductă și strigă după ajutor. Fratele său mai mic nu reușește să îl scoată pentru că piciorul îi era prins în conductă, și nici tatăl lor alcoolic nu vine să-i ajute. Afară ploua cu găleata, conducta umplându-se până la vârf, băiatul privind neputincios cum moare fratele său, moment cu care se încheie retrospectiva. Jucătorul bănuiește în acest moment că fratele lui John ar fi Origami Killer, petru că folosește aceeași metodă folosită: răpește copiii și îi lasă să se înece, în cazul în care părinții lor nu îi salvează la timp.
Ultimul capitol al jocului,  The Old Warehouse, este locul unde se decide verdictul jocului. Fiecare dintre cele trei personaje (Ethan, Madison și Norman) au cerințe diferite pentru a putea apărea în acest nivel. Sunt opt feluri în care evenimentele de la depozit se pot desfășura. De exemplu, dacă Ethan merge singur, atunci îl va salva pe Shaun, îl va omorî sau îl va cruța pe Scott, dar va fi întotdeauna împușcat de poliție dacă mai trăiește. Dacă toate cele trei personaje supraviețuiesc, Ethan îl salvează pe Shaun, Norman trebuie să se lupte cu ucigașul iar Madison trebuie să-l avertizeze pe Ethan că este urmărit de poliție. După acest capitol, vor urma cinci secvențe finale: un buletin de știri și câte un final pentru fiecare personaj principal în viață. Sfârșitul unui personaj depinde de mai mulți factori: dacă criminalul a fost arestat, dacă Shaun Mars a fost salvat, și dacă au trăit sau au murit. De exemplu, cel mai bun final îi arată pe Ethan, Madison și Shaun trăiend fericiți împreună ca o familie, cu Scott mort și cu Norman care reușește să-și depășească dependența de droguri dar începe să-și piardă simțul realității din cauza utilizarii în exces a ochelarilor ARI. Cel mai rău sfârșit îi arată pe Madison, Norman și Shaun morți, cu Ethan arestat care se sinucide în celula și cu Scott scăpând cu totul. Ethan are șapte sfârșituri (cu trei în care se sinucide),  iar Madison, Norman și Scott câte patru.

## Dezvoltare
Heavy Rain a fost anunțat la E3 2006, unde un tech demo intitulat The Casting (română Castingul) a fost prezentat public. La începutul anului 2007, un poster cu Heavy Rain a apărut pe site-ul, pe atunci în construcție, deținut de Quantic Dream. La Digital Dragons 2013, Cage a anunțat că producerea lui Heavy Rain a costat 16,7 milioane de euro. Marketingul și distribuirea jocului au ridicat totalul la 40 de milioane de euro. La Gamescom 2009 din Köln, Germania, Quantic Dream a lansat un nou trailer în care apăreau două personaje noi: Scott Shelby, un detectiv particular, și arhitectul Ethan Mars.
Heavy Rain a fost inițial planificat și pentru a fi lansat pe PC cu ajutorul lui Ageia, cu două variante separate ale jocului pentru a contracare lipsa unui physics processing unit corespunzător pe calculator. În cele din urmă, jocul a fost lansat doar pe PlayStation 3 exclusive iar motorul PhysX a fost înlocuit de Havok. Interfața jocului a fost creată cu middleware-ul Menus Master de Omegame. Același program a fost folosit pentru ochelarii ARI ai lui Jayden, plasând o interfață 3D în cadrul lumii jocului. Aspectele fizice, îmbrăcămintea și simularea părului sunt tot făcute prin Havok Physics și Havok Cloth.
În timpul Prelegerii Anuale pe tema jocurilor din cadrul BAFTA 2013, Cage a dezvăluit faptul că jocul putea fi lansat inițial ca  exclusivitate de Xbox 360, dar Microsoft a refuzat din cauza temei răpirii, temându-se că ar putea duce la un scandal. „Am avut lungi discuții, le-a plăcut Fahrenheit (joc apărut și pe Xbox în 2005, n.t.) și voiau să continue această colaborare. Dar s-au speriat de faptul că Heavy Rain avea o poveste despre copii ce erau răpiți, așa că au zis că este o problemă și că trebuia schimbat ceva. Ei bine, dacă ar fi fost răpite pisici ar fi fost vorba despre o experiență de joc total diferită! Pentru mine a fost un semnal că nu poți lucra cu cineva dacă nu-ți înțelege munca.”

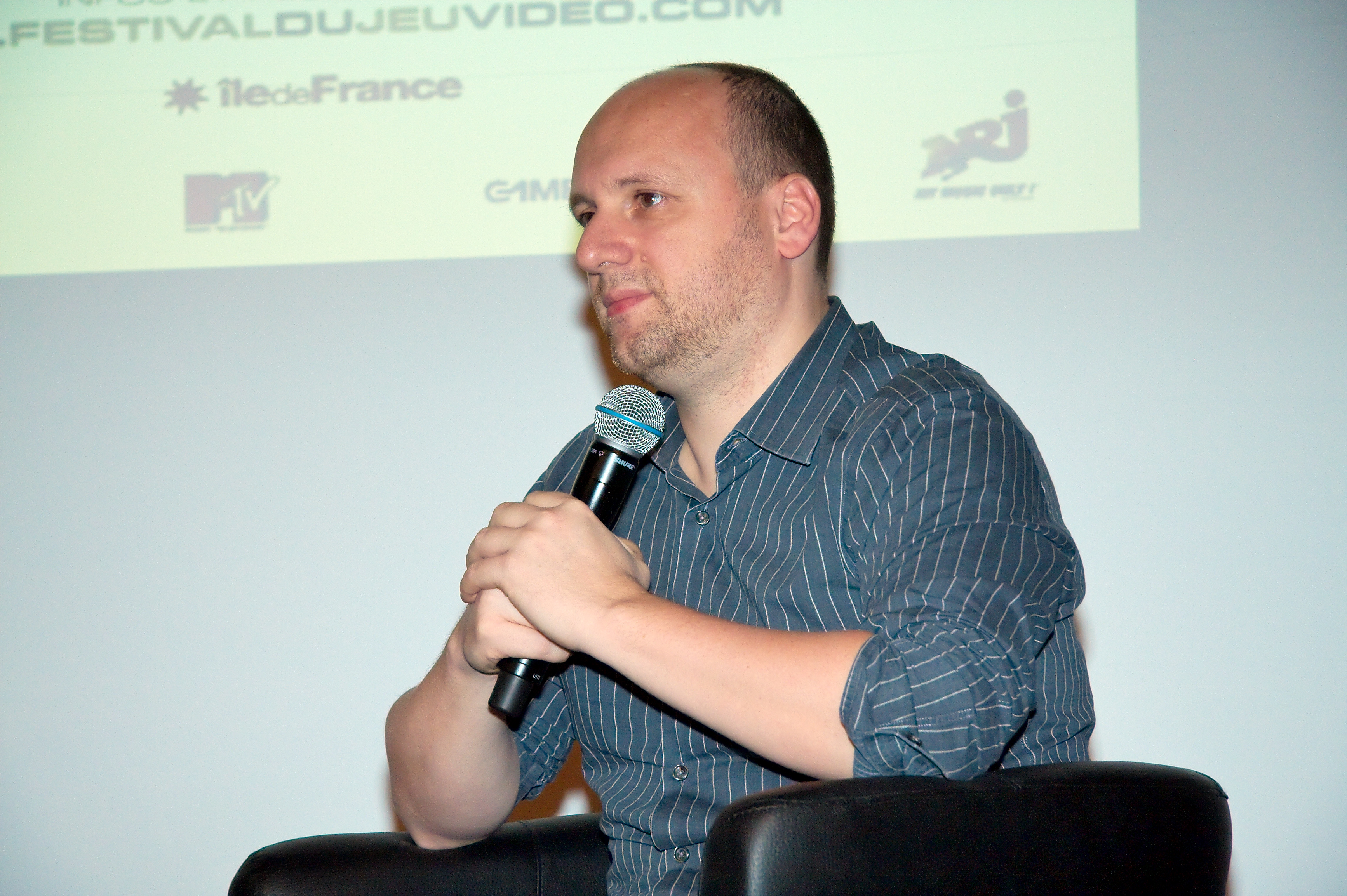
David Cage, creatorul jocului

Regizorul lui Heavy Rain, David Cage, a descris jocul ca fiind un „film noir foarte întunecat cu teme mature, fără elemente supranaturale”, și că „mesajul real al jocului este cât de departe ești dispus să mergi pentru a-i salva pe cei dragi.” În 2008, Cage a făcut o scurtă trecere în revistă în ceea ce privește narațiunea și ambițiile jocului: Heavy Rain este despre oameni normali care se află dintr-o dată în situații neobișnuite. Am vrut săfac o poveste mult mai personală. Primul lucru care mi-a venit în minte, ca tată a doi băieței, a fost ca tema jocului să fie pur și simplu dragostea paternă față de fii. Nu este un joc în care salvezi o prințesă sau Lumea. Este doar dragostea unui tată față de copilul său. Povestea se desfășoară în jurul a patru personaje diferite, punând accentul pe percepțiile lor. Întrebarea cheie este 'ce e bine și ce e rău', acest lucru depinzând de felul în care este înțeles jocul...Cred cu tărie în alegerile morale, așa că le voi folosi din plin. Ele nu se referă la faptul de a fi bun sau rău, ci încearcă să găsească un echilibru.” Cage a comentat cu privire la locațiile în care se desfășoară jocul: „Nu vreau un oraș mare în care poți să mergi oriunde ca cele din GTA, pentru că firul narativ va fi greu de controlat. Cu toate acestea, vreau să includ zone mari, foarte populate, precum ar fi mall-urile și stațiile de metrou. Desigur, jocul trebuie să se folosească și de acest aspect.”
Orașul nu are un nume, dar împrejurimile sunt puternic influențate de cele din Philadelphia. Cage a declarat că îi plac filmele lui M. Night Shyamalan, în multe dintre ele acțiunea desfășurându-se în Philadelphia. Cage a lucrat împreună cu unul dintre cei care au lucrat la distribuția filmului Philadelphia și a vizitat orașul, filmând în mai multe cartiere sărace și întâlnindu-se cu locuitorii de acolo pentru a surprinde disperarea, sărăcia, și frica pe care o simțeau. Cage a mai declarat că „Aș vrea ca oamenii să-l joace o singură dată…pentru că așa este și în viață. Viață pe care o trăiești o singură dată... Nu am nimic împotrivă cu cei care joacă din nou o scenă pentru a evita un rezultat negativ, dar modalitatea corectă de a te bucura de Heavy Rain este să-l joci așa cum simți tu că trebuie. Povestea îți va fi unică. Este cu adevărat povestea pe care ai decis să o scrii... Cred că dacă îl joci de mai multe ori este o cale de a risipi suspansul.”

## Lansare
Primul demo a fost lansat pe 11 februarie 2010, pentru cei care au luat parte la Four Day Challenge (română Provocarea de patru zile) de pe 5 februarie 2010. Varianta demonstrativă era compusă dintr-un tutorial, două nivele din joc, și un trailer au fost lansate la nivel mondial. Înainte de această lansare, demo-ul era disponibil dor pentru cei care au obținut codul acordat pentru rezolvarea misterului din săptămâna a doua din cadrul Four Days Challenge. Acesta îi cuprindea pe Scott Shelby și agentul FBI Norman Jayden care încercau să dea de urma ucigașului prin metode convenționale de interogare a martorilor și investigarea locurilor crimelor. Nu sunt dezvăluite detalii importante din joc; în varianta demonstrativă Shelby o cunoaște pe Lauren Winter, la un hotel, a cărui fiu Johnny a fost victima ucigașului. Jayden apare la locul crimei în căutarea de indicii, și face cunoștință cu lt. Carter Blake. În septembrie 2010 a fost lansat un patch care permitea folosirea PlayStation Move ca controller principal. Începând cu data de 26 ianuarie 2010, jucătorii au fost invitați să ia parte la „Four Days Challenge”, pentru a-l căuta pe Ucigașul Origami. Cei care îl găseau primeau tricouri li posibilitatea de a juca demo-ul înainte ca el să fie lansat public.
Ediția specială a Heavy Rain, lansată în Europa și Australia, conținea un voucher pentru descărcarea DLC-ului Chronicle 1 – The Taxidermist, coloana sonoră a jocului (adăugată pe 4 martie 2010) și o temă XMB dinamică. O variantă modificată a jocului, intitulată Heavy Rain Edition Modifiée, a fost lansată numai în Franța. Ea se adresează unei audiențe mai tinere.

### Coloana sonoră
Coloana sonoră a fost compusă de Normand Corbeil și înregistrată la Abbey Road Studios din Londra.
| Lista pieselor |                              |         |  |
| Nr.            | Titlu                        | Lungime |  |
| 1.             | „Ethan Mars' Main Theme”     | 3:31    |  |
| 2.             | „Norman Jayden's Main Theme” | 4:42    |  |
| 3.             | „Before the Storm”           | 2:55    |  |
| 4.             | „Madison Paige's Main Theme” | 3:31    |  |
| 5.             | „Scott Shelby's Main Theme”  | 6:01    |  |
| 6.             | „Lauren Winter's Main Theme” | 3:07    |  |
| 7.             | „Painful Memories”           | 1:29    |  |
| 8.             | „The Chase”                  | 1:25    |  |
| 9.             | „Redemption”                 | 1:39    |  |
| 10.            | „The Bulldozer”              | 1:34    |  |
| 11.            | „High Tension”               | 1:16    |  |
| 12.            | „The Fight”                  | 1:31    |  |
| 13.            | „The Hold Up”                | 1:28    |  |
| 14.            | „Looking for Shaun”          | 1:36    |  |
| 15.            | „Countdown”                  | 1:33    |  |
| 16.            | „Last Breath”                | 2:59    |  |

## Recenzii
Heavy Rain a primit recenzii pozitive din partea criticilor. Criticul Tim Clark, din partea Official PlayStation Magazine UK, a declarat că „sunt convins că este unul din cele mai proaspete, interesante, și chiar unul din cele mai importante jocuri de pe PS3 de până acum.” Clark a apreciat modalitățile de control ale jocului și ritmul alert al poveștii, pe care recenzorul o consideră cheia jocului. Este făcut în așa fel încât ofertă jucătorului o experiență obositoare, antrenantă, și, cel mai important, una în care să te implici. În final a menționat: „cu siguranță că nu este vreun alt joc la fel pe PS3 sau pe un alt sistem. Lăsând la o parte convențiile stabilite în jocuri, îl poți juca așteptându-te doar la ceva nou, care arata foarte bine, și care te va recompensa cu o experiență unică care face trecerea de la genial la nebunie, reușind să transmită emoții autentice, motiv pentru care vei vorbi cu prietenii tăi despre el.” GamesMaster a apreciat Heavy Rain ca fiind „cuprinzător și original”, cu „o atmosferă incredibilă - influențată de ploaia deasă (care devine motivul central al jocului), lumina neoanelor care se stinge treptat, apartaentele reci și depozitele. Este un joc dark noir, nu o aventură fericită.” Jocul a primit medalia de aur la premiile GamesMaster. Jurnalistul Chris Roper, din partea IGN, consideră că jocul are „o poveste fantastică care este cu siguranță una din cele mai bune povești din gaming.”   Ca aspecte negative scoate în evidență începutul care se desfășoară foarte încet, și care îi poate plictisi pe unii jucători. Michael Lafferty din partea GameZone a scris că „Are câteca defecte, dar luat pe de-antregul, Heavy Rain este o realizare remarcabilă în domeniul jocurilor care creează o experiență interactică care depășește paginile unui roman bun sau a unui film noir. Este un joc care merită încercat.” Winda Benedetti, din partea MSNBC, a scris despre maturitatea temelor din Heavy Rain în comparație cu thrillerul psihologic Alan Wake al celor de la Remedy Entertainment, cpnsiderându-le pe ambele puternice din punct de vedere emoțional și care „spun la revedere invaziilor plictisitoare ale extratereștrilor și a poveștilor fantastice exagerate care se regăsesc în cadrul jocurilor video. În schimb, ele vor să ajungă în cotloanele ăntunecate ale inimilor oamenilor pentru a transmite povești cutremurătoare și captivante.” În 2010, jocul a fost inclus în cartea 1001 jocuri video pe care trebuie să le joci înainte de a muri.

### Vânzări
Heavy Rain a fost al zecelea cel mai bine vândut joc video pe luna februarie 2010 în America de Nord. Conform statisticilor furnizate de NPD Group, jocul s-a vândut în acea lună în SUA în peste 219.300 de exemplare. Heavy Rain s-a clasat pe locul al șaselea în Japonia, cu 27.000 de unități vândute, conform Media Create. În săptămânile 1 – 15 ale anului 2010 Heavy Rain depășit la un loc toate jocurile vândute pentru Xbox 360în Europa, fiind pe locul al zecelea în ceea ce privește programele vândute pentru console. Heavy Rain a debutat pe primul loc în clasamentele de vânzări din Regatul Unit până în 27 februarie 2010, cu vânzări mai mari decât toate jocurile lansate pentru una sau mai multe platforme. La GDC 2011, David Cage a anunțat cp jocul s-a vândut în peste două milioane de copii, depășind cu mult estimările inițiale ale dezvoltatorului, care se învârteau în jurul valorilor de 200.000 – 300.000. David Cage a mai menționat la Electronic Entertainment Expo 2012 că jocul este completat de majoritatea jucătorilor până la 75%, spre deosebire de doar 25% în cazul altor jocuri, atribuind diferența nivelului de implicare emoțională pe care o dă jocul. La Digital Dragons 2013, Cage a anunțat că Sony a câștigat din vânzarea acestui joc mai mult de 100 de milioane de euro.

### Premii
| Secțiunea                               | Premii                                               | Acordat de |
| --------------------------------------- | ---------------------------------------------------- | ---------- |
| Inovație tehnică                        | A șaptea ediție a British Academy Video Games Awards | BAFTA      |
| Muzică originală                        | A șaptea ediție a British Academy Video Games Awards | BAFTA      |
| Poveste                                 | A șaptea ediție a British Academy Video Games Awards | BAFTA      |
| Realizări remarcabile în efecte vizuale | Premiile Interactive Achievement 2011                | AIAS       |
| Inovație în jocuri                      | Premiile Interactive Achievement 2011                | AIAS       |
| Muzică originală                        | Premiile Interactive Achievement 2011                | AIAS       |
| Jocul de aventură al anului             | Jocul Anului 2010                                    | GameSpy    |
| Jocul anului pentru PlayStation 3       | Jocul Anului 2010                                    | GameSpy    |
| Jocul anului pentru PlayStation 3       | Jocul anului 2010                                    | IGN        |

## Film
New Line Cinema și Quantic Dream Pictures au obținut drepturile pentru o adaptare cinematografică a jocului la câteva zile după lansarea demo-ului la E3 2006. Ele au fost mai târziu achiziționate la o licitație de către Unique Features, o companie care se ocupă cu producerea de filme, formată din doi foști executivi ai New Line, Bob Shaye și Michael Lynne. Filmul va fi produs de Warner Bros., iar scenaristul David Milch, cunoscut pentru serialele NYPD Blue și Deadwood va adapta acțiunea jocului pentru marele ecran. Shaye a susținut că Milch are „o capacitatea incredibila de a transforma povești intense și complexe în drame captivante și populare, care îl fac persoana potrivită” pentru adaptarea jocului în film.”